# Filip Marković
Filip Marković (serb. Филип Марковић, ur. 3 marca 1992 w Čačaku) – serbski piłkarz występujący na pozycji pomocnika.

## Kariera klubowa
Grę w piłkę nożną rozpoczął w wieku 6 lat w FK Borac Čačak. W 2006 roku przeniósł się do akademii FK Partizan. W połowie 2010 roku został wypożyczony na 2 lata do klubu satelickiego FK Teleoptik (Prva Liga). 14 sierpnia 2010 zadebiutował w wygranym 2:0 meczu z FK Sinđelić i rozpoczął od tego momentu regularne występy jako zmiennik. W sezonie 2011/12 stał się graczem podstawowego składu. Latem 2012 roku powrócił do FK Partizan i podpisał czteroletni kontrakt. W trakcie przygotowań do sezonu 2012/13 trener Vladimir Vermezović uznał, iż nie zdoła on wygrać rywalizacji z Nemanją Tomiciem i postanowił ponownie wypożyczyć go do FK Teleoptik. Marković w następstwie tego rozwiązał umowę z Partizanem i został piłkarzem FK Teleoptik na zasadzie stypendium amatorskiego.
Latem 2013 roku jako wolny agent przeniósł się do SL Benfica B. Rozegrał dla tego klubu 21 meczów na poziomie Segunda Ligi, zdobywając 1 gola. W sierpniu 2014 roku podpisał dwuletni kontrakt z RCD Mallorca (Segunda División), w barwach której zanotował w sezonie 2014/15 13 występów i strzelił 1 bramkę. W trakcie pobytu w klubie był karany dyscyplinarnie przez sztab szkoleniowy za niestawianie się na treningi. W połowie 2015 roku rozwiązał polubownie swoją umowę i przeszedł do Royal Excel Mouscron. 26 lipca zadebiutował w Jupiler Pro League w przegranym 1:2 spotkaniu przeciwko Royal Charleroi, rozpoczynając od tego momentu regularną grę w podstawowym składzie. Po sezonie 2016/17 za porozumieniem stron zerwał kontrakt rok przed jego wygaśnięciem i przeniósł się do RC Lens. 28 sierpnia 2017 zadebiutował w meczu Ligue 2 przeciwko US Orléans (0:2). Po zastąpieniu trenera Érica Sikory przez Philippe'a Montaniera został odsunięty od składu i nie zaliczył w sezonie 2018/19 żadnego oficjalnego występu.
W sierpniu 2019 roku jako wolny zawodnik podpisał roczną umowę ze Śląskiem Wrocław, prowadzonym przez Vítězslava Lavičkę. 21 września 2019 zadebiutował w Ekstraklasie w zremisowanym 4:4 meczu z Zagłębiem Lubin. Z klubem pożegnał się po sezonie 2019/2020. 4 lutego 2021 roku podpisał kontrakt z serbskim klubem Radnički Nisz.

## Kariera reprezentacyjna
W 2008 roku występował w reprezentacji Serbii U-18, dla której rozegrał 5 spotkań i zdobył 2 bramki.

## Życie prywatne
Urodził się w 1992 roku w Čačaku jako syn Negoslava Markovicia i Mariny z d. Obradović. Jest bratem Lazara Markovicia i siostrzeńcem Željko Obradovicia.